# إشتفان هيرمان
إشتفان هيرمان (بالمجرية: Herman István)‏ هو سياسي مجري، ولد في 16 أكتوبر 1947. حزبياً، نشط في فيدس – الاتحاد المدني المجري. وقد انتخب عضو الجمعية الوطنية المجرية.